# Mysidia fowleri
Mysidia fowleri är en insektsart som beskrevs av Broomfield 1985. Mysidia fowleri ingår i släktet Mysidia och familjen Derbidae. Inga underarter finns listade i Catalogue of Life.